# Četvrti carigradski sabor (katolički)
Četvrti carigradski sabor je veliki crkveni sabor održan u Carigradu od 5. listopada 869. do 28. veljače 870. Rimokatolička Crkva smatra ga osmim ekumenskim saborom. Na njemu je sudjelovalo 102 biskupa, 3 papinska legata i četiri patrijarha. Ukupno je održano deset sjednica i izdano 27 kanona.
Sabor su zajedno sazvali bizantski car Bazilije I. Makedonac i papa Hadrijan II. Njegovim odlukama je potvrđeno svrgavanje carigradskog patrijarha Focija i povratak njegovog smijenjenog prethodnika Ignacija.
Sabor je također potvrdio odluke Drugog nicejskog sabora kojim se dozvoljava štovanje ikona.
Kasnije, odnosno 879. .- 880. godine, održao se još jedan sabor koji se naziva Četvrti carigradski sabor, ovaj put nakon što je Focije vraćen na mjesto patrijarha. Njega pravoslavci priznaju kao legitimni sabor, a Focija slave kao sveca. Dva različita sabora s istim imenom, predstavljala su prvi slučaj da se oko jednog ekumenskog sabora ne mogu složiti zapadna i istočna Crkva, a što je posijalo sjeme budućeg crkvenog raskola.